# 光榮碼頭

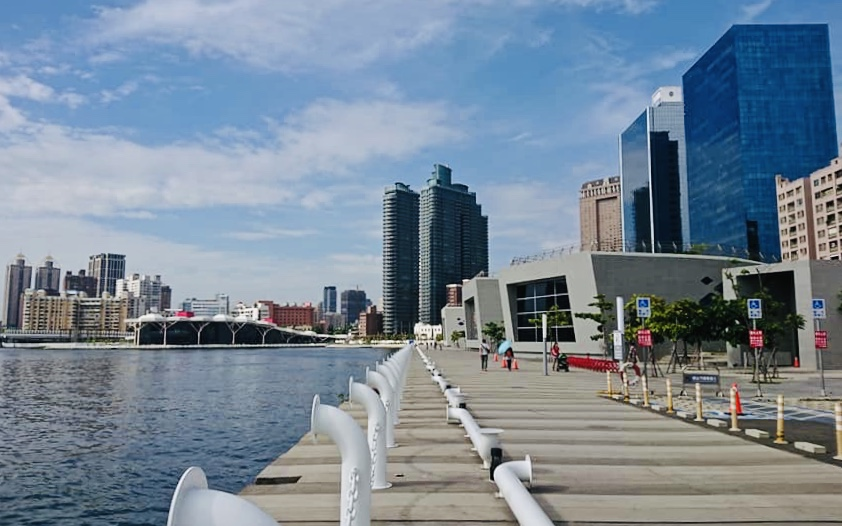
光榮碼頭

光榮碼頭（英文：Glory Pier）位於台灣高雄市苓雅區愛河出海口處，正式名稱為「高雄港13號碼頭」，是高雄港少數向公眾開放的碼頭之一。

## 歷史
第二次世界大戰期間日本政府曾運送過20萬名台籍日本兵出征南洋或中國大陆，1945年第二次世界大戰結束後有2萬名台灣兵由此航向華北加入國共內戰，國民政府遷台後則是抽中前往前線作戰的登船點。爾後也當做中華民國海軍軍用港口，擔任運送後援物資與載服役官兵前往金門縣及連江縣的重責大任，至今仍在使用。
2005年移除水岸最後一片圍牆。以其象徵打破水陸藩籬，勾起許多曾在金門服兵役的士官兵難忘的回憶，高雄市政府為紀念其光榮歷史，特取名為光榮碼頭，改造成為市民可以親水的地方。
目前區域內建有高雄流行音樂中心東半部，包括鯨魚堤岸、海豚步道、珊瑚礁群等設施。

## 相關活動

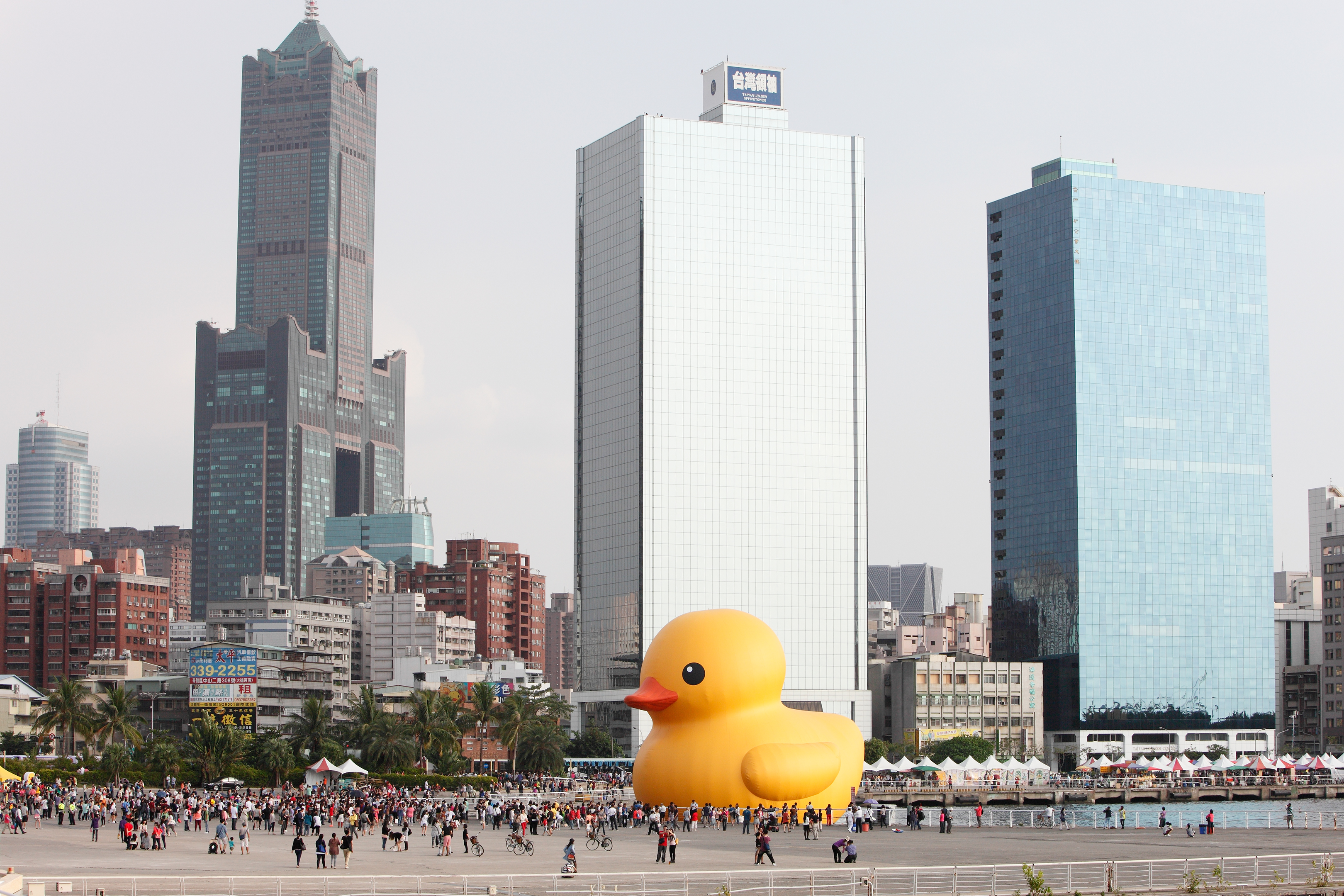
2013年在光榮碼頭展出的黃色小鴨

- 2008年至2014年均在此舉辦高雄燈會藝術節，2015年因高雄捷運環狀輕軌興建工程而未在此舉辦。
- 2013年展出黃色小鴨。
- 不定時地舉辦海洋博覽會
- 亞太城市高峰會-高雄之夜演唱會
- 2022年臺灣燈會
- 2024 Kaohsiung Wonderland 冬日遊樂園，展出黃色小鴨

## 交通
- █ 環狀輕軌光榮碼頭站

## 周邊
- 真愛碼頭
- 高雄流行音樂中心
- 西臨港線自行車道
- 苓雅寮車場
- TESL高雄電競館

## 外部連結
- . 高雄港區碼頭水岸開發.   [2013-04-18].[永久]
- . 高雄市政府都市發展局全球資訊網.   [2013-04-18].[永久]